# Iridostoma diana
Iridostoma diana is een vlinder uit de familie van de stippelmotten (Yponomeutidae). De wetenschappelijke naam van de soort werd in 1957 gepubliceerd door Bradley.